# Медаль «50 лет Спецстрою России»
Юбиле́йная меда́ль «50 лет Спецстро́ю Росси́и» — ведомственная медаль Федерального агентства специального строительства России, учреждённая приказом Спецстроя России № 174 от 27 ноября 2000 года.
17 октября 2005 года, с учреждением медали «55 лет Спецстрою России», награждение данной медалью было прекращено.

## Правила награждения
Согласно Положению медалью «50 лет Спецстрою России» награждаются:
- военнослужащие, удостоенные государственных или ведомственных наград Российской Федерации, РСФСР, СССР и безупречно прослужившие в центральном аппарате, инженерно-технических воинских формированиях и дорожно-строительных воинских формированиях в системе Спецстроя России 10 и более лет в календарном исчислении на день награждения;
- военнослужащие, состоящие в запасе (отставке), уволенные из центрального аппарата, инженерно-технических воинских формирований и дорожно-строительных воинских формирований при Федеральной службе специального строительства Российской Федерации (с 9 марта 2004 года — Федеральном агентстве специального строительства), удостоенные государственных или ведомственных наград Российской Федерации, РСФСР, СССР и безупречно прослужившие в системе Спецстроя России 20 и более лет в календарном исчислении на день награждения;
- лица гражданского персонала воинских частей, научно-исследовательских учреждений, предприятий, организаций и военного учебного заведения профессионального образования Спецстроя России, удостоенные государственных или ведомственных наград Российской Федерации, РСФСР, СССР и безупречно проработавшие в системе Спецстроя России 20 и более лет в календарном исчислении на день награждения;
- граждане, внесшие значительный вклад в решение задач, возложенных на Спецстрой России.

## Правила ношения
Медаль носится на правой стороне груди. Колодка медали на кителе повседневной формы одежды носится на левой стороне груди и при наличии колодок других медалей располагается после них.

## Описание медали
Медаль представляет собой круг серебристого цвета диаметром 32 мм. На лицевой стороне медали изображение — мост, промышленные здания, линии электропередач и уходящая автомобильная дорога с надписью «50 ЛЕТ СПЕЦСТРОЮ РОССИИ». На оборотной стороне медали помещен военный геральдический знак-эмблема Федеральной службы специального строительства Российской Федерации и годы 1951—2001.
Медаль при помощи ушка и кольца соединяется с прямоугольной колодкой, обтянутой муаровой лентой тёмно-синего цвета, по краям с чёрной широкой и белой узкой полосами. На оборотной стороне колодки имеется приспособление для крепления медали к форменной одежде.